# Fulvio Lorigiola
Pas d'image ? Cliquez ici

a Compétitions nationales et continentales officielles uniquement.

b Matchs officiels uniquement.
Fulvio Lorigiola, né le 6 janvier 1959 à Padoue, est un joueur italien de rugby à XV qui évolue au poste de demi de mêlée.

## Biographie
Fulvio Lorigiola occupe le poste de demi de mêlée et joue en club avec le Petrarca Rugby Padoue de 1977 à 1993. Il honore sa première cape internationale le 18 septembre 1979 avec l'équipe d'Italie pour une victoire 16-9 contre l'Espagne. Il dispute la Coupe du monde de rugby 1987, jouant deux matchs comme titulaire. Il remporte cinq Championnats d'Italie (1980, de 1984 à 1988) et une Coupe d'Italie (1982). Licencié en droit, il est un avocat ;il est vice-président de la Federazione Italiana Rugby (1996-1998). Il est ensuite président du Petrarca Padoue (2003-) et vice-président de la Ligue italienne de rugby d'Excellence, la ligue qui organise le Super 10.

## Statistiques en sélection nationale
- 27 sélections (+7 non officielles contre France XV, Nouvelle-Zélande XV) avec l'Italie
- 8 points (2 essais)
- Sélections par année : 6 en 1979, 7 en 1980, 3 en 1981, 1 en 1982, 4 en 1983, 1 en 1984, 1 en 1985, 5 en 1986, 5 en 1987, 1 en 1988.
- Coupe du monde disputée : 1987